# ディズニータウン
ディズニータウン (英語：Disneytown、簡体字中国語：迪士尼小镇) は、中華人民共和国上海市浦東新区の上海ディズニーランド内の無料入場のエリア。各国の料理店やディズニーショップが集まるショッピングモールの街。2016年6月16日開業。

## 概要
ディズニータウンは、上海ディズニーランドのエントランス付近に位置しており、パーク内から直結している。モール内には多数のショップやレストランがあり、ディズニーに関連した音楽ショーが不定期で開催されている。さらに「ウォルト・ディズニー・グランド・シアター」という劇場では、ライオン・キングの初となる中国語公演が行われている。

## レストラン
- ブルー・フロッグ・バー＆グリル
- ブレッドトーク
- ココナッツ・パラダイス
- クリスタル・ジェイド
- ドック・デリ＆バー
- 丼丼屋
- エレメント・フレッシュ
- フード・リパブリック
- g+ アーバン・ハーヴェスト
- 初音
- 一風堂
- 上海ミン
- スターバックス
- ボートハウス
- チーズケーキ・ファクトリー
- ダイニング・ルーム
- ウルフギャング・パック・キッチン + バー

## ショップ
- ACME ファイン・アート・ギャラリー
- アディダス
- BAPEストア
- ビルド・ア・ベア
- 周大福
- コーテリ
- クロックス
- ホット・トイズ
- i.t
- 中国工商銀行
- イニスフリー
- レゴ
- ニューバランス
- パンドラ
- サムソナイト
- セフォラ
- シェルター
- スーパードライ
- スウォッチ
- トムズ
- トゥー・クール・フォー・スクール
- チュチュアンナ
- UGG